# لوت توکیری
لوت توکیری (انگلیسی: Lote Tuqiri؛ زادهٔ ۱۲ نوامبر ۱۹۸۷) بازیکن راگبی ۱۵ نفره فیجیایی‌تبار اهل ژاپن است.